# Héctor Gabriel Banegas
Héctor Gabriel Banegas (Ciudad Evita, partido de La Matanza, 10 de julio de 1975) es un futbolista argentino. Juega como defensa, y su club actual es el Platense.

## Trayectoria
Producto de las divisiones inferiores del club, debutó en primera división con Carlos Bianchi en Vélez Sársfield, siendo partícipe de varios de los logros de esta época. Desde 1994 a 1996 disputó cerca de 50 partidos sin marcar goles. Participó en el campeonato Clausura 1996, y en dos encuentros de la Supercopa del mismo año. Pasó por otros equipos del fútbol argentino, como Racing Club [Rosario Central]] y Deportivo Español.
En 2001 pasó por el fútbol peruano, jugando en el Universitario de Deportes, equipo con el que disputó encuentros de la Copa Merconorte. Estuvo en el equipo Almirante Brown en la temporada 2003/04, y desde el 2004 se convirtió en jugador del Club Atlético Platense, equipo con el que ascendió de la B Metropolitana al Nacional B.
- Datos: Q5906157